# راؤول كازانوفا
راؤول كازانوفا (بالإنجليزية: Raúl Casanova)‏ هو لاعب كرة قاعدة أمريكي، ولد في 23 أغسطس 1972 في Humacao, Puerto Rico ‏ في بورتوريكو.

## وصلات خارجية
- راؤول كازانوفا على موقع دوري كرة القاعدة الرئيسي (الإنجليزية)
- راؤول كازانوفا على موقعبيزبول رفرنس.كوم (الدوري الرئيسي) (الإنجليزية)
- راؤول كازانوفا على موقع إي إس بي إن.كوم (أم.أل.بي) (الإنجليزية)
- راؤول كازانوفا على موقع مشجعي الرسوم البيانية (الإنجليزية)